# ۱۶۸۹ (میلادی)
۱۶۸۹ (میلادی) هزار و ششصد و هشتاد و نهمین سال تقویم میلادی است.

## رویدادها
- بنیان‌گذاری شهر سانتا کلارا در کوبا.

## زادگان
- ۹ ژوئیه – الکسی پیرون، شاعر فرانسوی (د. ۱۷۷۳)
- ۱۹ اوت – ساموئل ریچاردسون، نویسنده بریتانیایی (د. ۱۷۶۱)
- ۱۸ ژانویه – شارل دو مونتسکیو، نویسنده و فیلسوف فرانسوی (د. ۱۷۵۵)